# Liotrachela philippina
Liotrachela philippina är en insektsart som beskrevs av Brunner von Wattenwyl 1878. Liotrachela philippina ingår i släktet Liotrachela och familjen vårtbitare.

## Underarter
Arten delas in i följande underarter:
- L. p. mindanica
- L. p. philippina